# Barretta Wonka

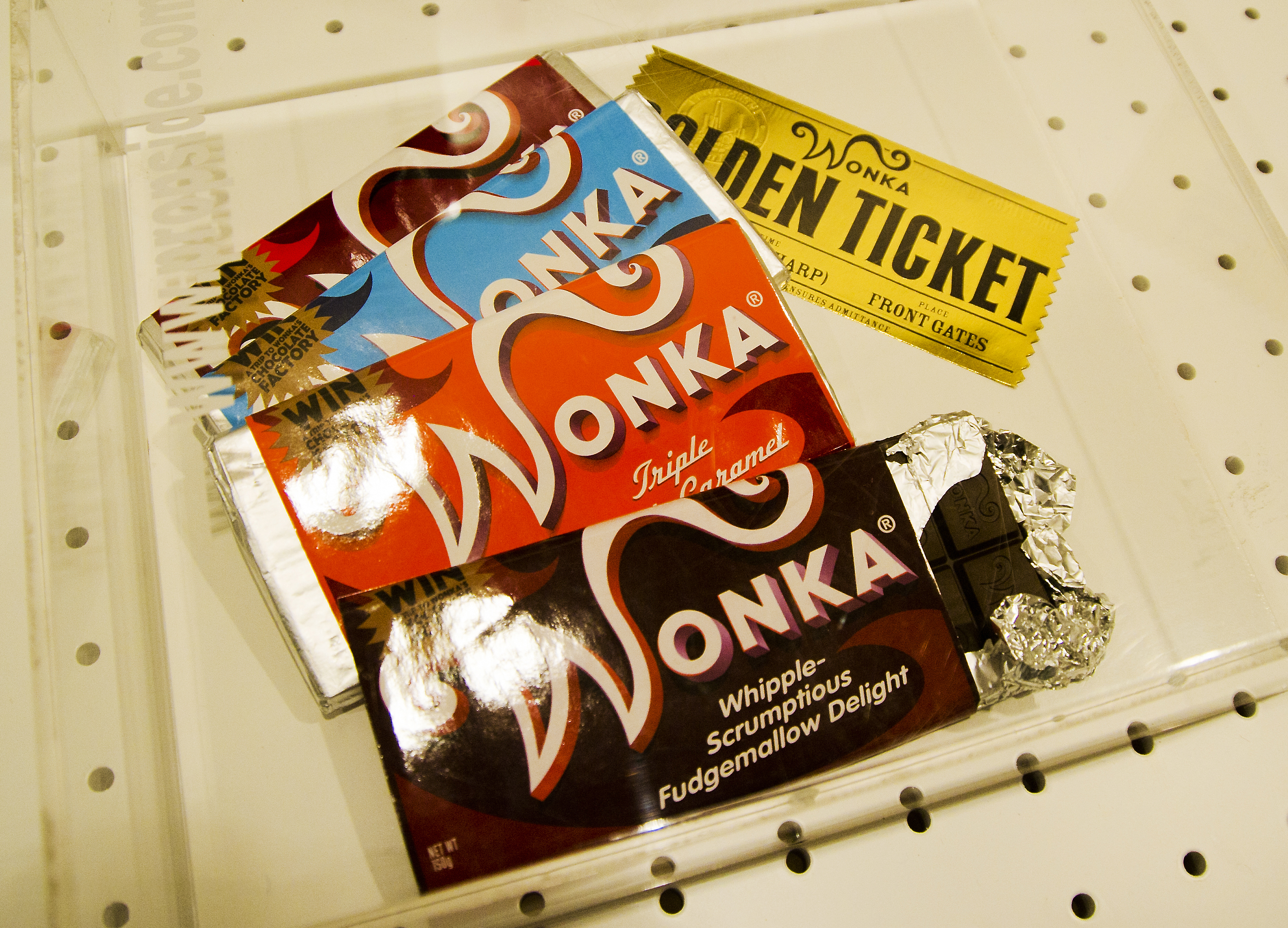
Wonka Bars del film La fabbrica di cioccolato del 2005.

La barretta Wonka o tavoletta Wonka (Wonka Bar in inglese) è una tavoletta di cioccolato immaginaria, introdotta come punto chiave della storia nel romanzo del 1964 La fabbrica di cioccolato di Roald Dahl. Le barrette Wonka appaiono in entrambi gli adattamenti cinematografici del romanzo, Willy Wonka e la fabbrica di cioccolato (1971) e La fabbrica di cioccolato (2005), ciascuno con una confezione diversa.
Le barrette Wonka sono state create dalla Quaker Oats (in collaborazione con i produttori del film del 1971). Il film è stato finanziato in gran parte da Quaker Oats con l'intenzione di promuovere le barrette Wonka di prossima uscita. Sfortunatamente, la Quaker Oats ha avuto un problema di formulazione delle barre e le barrette hanno dovuto essere ritirate dagli scaffali dei negozi. Altre varietà di barrette Wonka sono state successivamente prodotte e vendute nel mondo reale, in precedenza dalla The Willy Wonka Candy Company, una divisione di Nestlé. Queste tavolette sono state sospese nel gennaio 2010 a causa delle scarse vendite.

## Nei media
Nel romanzo di Roald Dahl e nei suoi adattamenti cinematografici, una Barretta Wonka è una barretta di cioccolato e il prodotto caratteristico di Willy Wonka, che si dice sia la "tavoletta di cioccolato perfetta". Gli involucri della versione del 1971 sono marroni con un bordo arancione e rosa con un cappello a cilindro sopra la "W" in Wonka, simile al logo del film, e le barrette di cioccolato ricordano le barrette di cioccolato Cadbury Dairy Milk. Nella versione del 2005, gli involucri presentano diverse sfumature di colore (a seconda del tipo di barretta di cioccolato) e sono anche più dettagliati, e le barrette di cioccolato assomigliano in modo sorprendente a barrette di cioccolato Kit Kat king-size, solo leggermente più grandi. Nel libro, nonno Joe afferma che il signor Wonka aveva inventato oltre duecento tipi di barrette Wonka (sebbene il numero effettivo disponibile vari, con quattro gusti nel film del 2005).

## Prodotto
Il prodotto di consumo era una barretta di cioccolato ispirata al romanzo e ai film.
La Quaker Oats Company, che finanziò il film del 1971 con 3 milioni di dollari, creò originariamente una barretta di cioccolato in tempo per pubblicizzare il film del 1971. Nel documentario Pure Imagination, il produttore David L. Wolper affermò che le barrette furono distribuite nei negozi, ma furono rapidamente ritirate a causa di un problema di produzione.

### Nestlé Wonka Bar

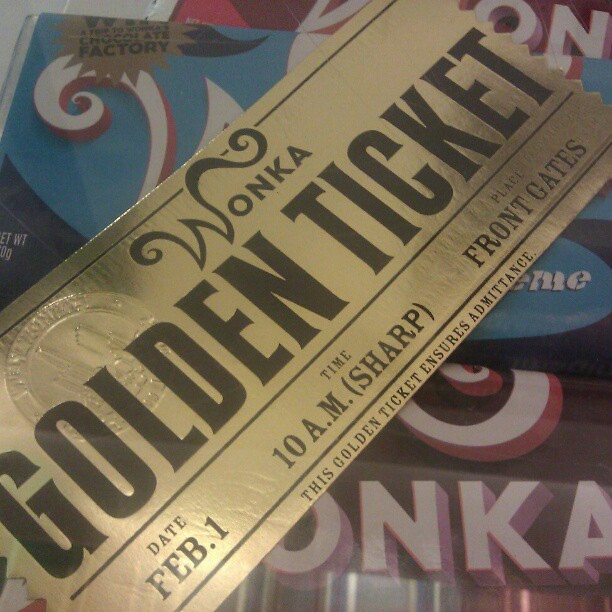
Biglietto d'oro e cioccolato Wonka tratti dal film del 2005.

Prodotte da Nestlé e vendute con il marchio The Willy Wonka Candy Company, le barrette sono state vendute negli Stati Uniti fino a gennaio 2010. Una tavoletta consisteva in piccoli pezzi di cracker Graham immersi nel cioccolato al latte. Il marchio è stato lanciato da Breaker Confections di Chicago nel 1975 e acquistato da Nestlé nel 1988.